# Madar (Syria)
Madar (arab. معدر) – wieś w Syrii, w muhafazie Damaszek. W 2004 roku liczyła 66 mieszkańców.